# Great Chart with Singleton
Great Chart with Singleton – civil parish w Anglii, w Kent, w dystrykcie Ashford. W 2011 civil parish liczyła 6801 mieszkańców.